# Konvergenztheorie
Eine Konvergenztheorie in den Sozialwissenschaften gründet implizit oder explizit auf der Hypothese, dass sich alle geschichtlich auftretenden Exemplare einer Gattung sozialer Systeme in dieselbe Richtung entwickeln, nämlich auf die Verwirklichung eines bereits in der Gegenwart vorfindbaren Modellfalls hin. Nachdem die gerichtete Entwicklungstendenz als begründet unterstellt ist, werden nur noch die empirisch angetroffenen Abweichungen von dem „richtigen“ Entwicklungspfad erklärungsbedürftig.
Wer eine Konvergenztheorie vertritt, verknüpft dies mehr oder weniger bewusst mit der Propagierung von bestimmten Werturteilen. Diese können oft auch auf den Ethnozentrismus einer Theorie oder eines Theoretikers zurückgeführt werden.
Eine kritische Gegenposition zu Konvergenztheorien vertreten Theorien über die Pfadabhängigkeit sozialen Wandels, die zeigen, dass trotz der Diffusion von innovativen Systemteilen die jeweiligen Gesellschaftsstrukturen sich auf einem Pfad entwickeln, der von ihrer jeweils eigenen Vorgeschichte geprägt wird.

## Beispiele
Jeder Systemvergleich unterliegt der Gefahr, das eine oder das andere System implizit als Musterexemplar eines theoretischen Typs zu nehmen. Entsprechende Tendenzen sind etwa feststellbar in Platons Staatstheorie in Bezug auf Sparta, oder bei Karl Marx im Hinblick auf England und Frankreich. Zu Zeiten des Kalten Krieges wurde von einigen Theoretikern insbesondere eine Konvergenzthese bezüglich des Kapitalismus und des real existierenden Sozialismus vertreten. Insbesondere Schumpeter kreierte eine Konvergenztheorie hinsichtlich Kapitalismus und Kommunismus.